# Indonesia International 2009
Die Indonesia International 2009 im Badminton fanden vom 4. bis zum 8. August 2009 in Jakarta statt.

## Sieger und Platzierte
| Disziplin    | Gold                                 | Silber                                          | Bronze                                 |
| ------------ | ------------------------------------ | ----------------------------------------------- | -------------------------------------- |
| Herreneinzel | Dionysius Hayom Rumbaka              | Adnan Fauzi                                     | Pakkawat Vilailak                      |
| Herreneinzel | Dionysius Hayom Rumbaka              | Adnan Fauzi                                     | Achmad Rivai                           |
| Dameneinzel  | Fransisca Ratnasari                  | Maria Elfira Christina                          | Nitchaon Jindapol                      |
| Dameneinzel  | Fransisca Ratnasari                  | Maria Elfira Christina                          | Rosaria Yusfin Pungkasari              |
| Herrendoppel | Alvent Yulianto Hendra Gunawan       | Angga Pratama Rian Agung Saputro                | Teo Kok Siang Goh V Shem               |
| Herrendoppel | Alvent Yulianto Hendra Gunawan       | Angga Pratama Rian Agung Saputro                | Flandy Limpele Tri Kusharyanto         |
| Damendoppel  | Vita Marissa Nadya Melati            | Della Destiara Haris Claudia Ayu Wijaya Ni Made | Natalia Poluakan Devi Tika Permatasari |
| Damendoppel  | Vita Marissa Nadya Melati            | Della Destiara Haris Claudia Ayu Wijaya Ni Made | Endang Nursugianti Mona Santoso        |
| Mixed        | Ricky Widianto Devi Tika Permatasari | Irfan Fadhilah Weni Anggraini                   | Hendra Gunawan Vita Marissa            |
| Mixed        | Ricky Widianto Devi Tika Permatasari | Irfan Fadhilah Weni Anggraini                   | Alvent Yulianto Mona Santoso           |